# Nuova Scozia
La Nuova Scozia (in inglese e scots: Nova Scotia, in francese: Nouvelle-Écosse, in gaelico canadese: Alba Nuadh o Alba Ùr) è una provincia del Canada, affacciata sull'Oceano Atlantico. Assieme al Nuovo Brunswick e all'Isola del Principe Edoardo è una delle tre province marittime. La capitale è Halifax. Altre città importanti sono Yarmouth, Sydney e Antigonish.

## Geografia

### Geografia fisica
La provincia atlantica della Nuova Scozia ha una superficie di  55283 km² e solo 934 782 abitanti. Il territorio della provincia è costituito in maggioranza dalla penisola della Nuova Scozia, che si estende a nord est dello Stato americano del Maine ed è connessa alla terraferma dall'istmo di Chignecto, e dall'isola del Capo Bretone.
La lunghezza totale di tutte le costa ammonta ad un totale di ben 7500 km. Il mare è onnipresente, ed è proprio l'acqua a dare al paesaggio la sua caratteristica: insenature, fiumi, laghi sono numerosissimi. Sono presenti numerose aree boschive ed aree rimaste ancora allo stato naturale.

### Clima
La Nuova Scozia si trova nella zona medio-temperata e, sebbene la provincia sia quasi totalmente circondata dall'acqua, il clima è più vicino al clima continentale piuttosto che a quello oceanico. Le temperature estreme invernali ed estive del clima continentale sono moderate dall'oceano. Tuttavia, gli inverni sono abbastanza freddi da essere classificati come continentali, essendo ancora più vicini al punto di congelamento rispetto alle aree interne a ovest. Il clima della Nuova Scozia è per molti versi simile a quello della costa centrale del Mar Baltico, nell'Europa settentrionale, a parte l'essere più umido e più nevoso. Ciò avviene nonostante la Nuova Scozia sia una quindicina di paralleli più a sud. Le aree nell'entroterra della penisola sperimentano estati più calde, tipiche delle aree interne e le minime invernali sono un po' più fredde. Il 12 agosto 2020, la comunità di Grand Étang, famosa per i suoi venti di Les Suêtes, ha registrato un minimo mite notturno di 23,3 °C (73,9 °F).
Descritta sulla targa automobilistica provinciale come Canada's Ocean Playground, la Nuova Scozia è circondata da quattro grandi specchi d'acqua: il golfo di San Lorenzo a nord, la baia di Fundy a ovest, il golfo del Maine a sud-ovest e l'oceano atlantico ad est.

Classificazione dei climi di Köppen della Nuova Scozia

| Posizione | Luglio (°C) | Luglio (°F) | Gennaio (°C) | Gennaio (°F) |
| --------- | ----------- | ----------- | ------------ | ------------ |
| Halifax   | 23/14       | 73/58       | 0/-8         | 32/17        |
| Sidney    | 23/12       | 73/54       | -1/-9        | 30/14        |
| Kentville | 25/14       | 78/57       | -1/-10       | 29/14        |
| Truro     | 24/13       | 75/55       | -1/-12       | 29/9         |
| Liverpool | 25/14       | 77/57       | 0/–9         | 32/15        |
| Shelburne | 23/12       | 73/54       | 1/-8         | 33/17        |
| Yarmouth  | 21/12       | 69/55       | 1/-7         | 33/19        |

## Storia

### Dalle origini al primo contatto europeo
Circa 11 000 anni fa, popolazioni paleoamericane raggiunsero e si accamparono nei luoghi appartenenti oggi alla Nuova Scozia. Si ritiene che in questa zona, tra i 1 000 e i 5 000 anni fa, fossero già state presenti popolazioni indiane arcaiche. I Mi'kmaq, la First Nation della provincia e della regione, sono la loro discendenza diretta.
L'unico insediamento vichingo certo nel Nord America è quello di L'Anse aux Meadows, che dimostra il fatto che i Vichinghi esplorarono il continente 500 anni prima di Cristoforo Colombo.
Vi è un certo dibattito su dove possa essere sbarcato l'esploratore veneziano Giovanni Caboto, ma i più sono concordi nell'individuare l'Isola del Capo Bretone nel 1497. Il primo insediamento europeo nella Nuova Scozia fu creato più di un secolo dopo, nel 1604. I francesi, guidati da Pierre Dugua, Sieur de Monts stabilirono la prima capitale della colonia dell‘Acadia a Port Royal, spostata successivamente nella vicina Annapolis Royal dopo essere stata distrutta da un attacco inglese. Lo stesso anno pescatori francesi crearono un insediamento a Canso.

### Il periodo coloniale
Nel 1620 il Plymouth Council for New England, sotto il re Giacomo VI, designò tutte le coste dell'Acadia e del medio-Atlantico a sud della Baia di Chesapeake come colonia della Nuova Inghilterra. Il primo insediamento scozzese documentato nelle Americhe fu nel 1621 in Nuova Scozia. Il 29 settembre 1621, la carta per la fondazione di una nuova colonia fu rilasciata da Giacomo VI a William Alexander, I conte di Stirling e nel 1622 i primi coloni lasciarono la Scozia.
Nel 1627 scoppiò una guerra tra Inghilterra e Francia con i francesi che riconquistarono Port Royal, da loro fondato. Ma la risposta inglese non si fece aspettare: nello stesso anno un contingente scozzese e inglese distrusse l'insediamento, costringendo i francesi ad andarsene. Così nel 1629 venne edificato il primo insediamento scozzese a Port Royal. La carta della colonia di Charter definì come Nuova Scozia tutti quei terreni compresi tra Terranova e la Nuova Inghilterra.
Tuttavia la situazione non durò a lungo: nel 1631, sotto il re inglese Carlo I, con il Trattato di Suza, la Nuova Scozia veniva restituita alla Francia. Gli scozzesi furono costretti ad abbandonare la colonia.
Nel 1654 re Luigi XIV di Francia nominò governatore dell'Acadia l'aristocratico Nicholas Denys. Le forze coloniali inglesi ripresero l'Acadia nel corso della Guerra di re Guglielmo, ma l'Inghilterra, alla fine delle ostilità e grazie al Trattato di Rijswijk restituì il territorio alla Francia. Il territorio ritornò nuovamente sotto la corona inglese nel corso della Guerra della regina Anna, e tale conquista fu confermata con il Trattato di Utrecht del 1713. La Francia mantenne solo il possesso dell'Île St Jean (l'Isola del Principe Edoardo) e l'Île Royale (l'Isola del Capo Bretone), in cui fu costruita la fortezza di Louisbourg a guardia delle rotte marittime verso il Québec. La fortezza fu catturata dalle forze coloniali inglesi e ceduta definitivamente con la Guerra franco-indiana del 1755.
La regione continentale della Nuova Scozia divenne una colonia britannica nel 1713, sebbene Samuel Vetch fu governatore di un precario territorio ottenuto con la caduta di Port-Royal (l'odierna Annapolis Royal) nell'Acadia già nell'ottobre 1710. I governanti erano sempre più preoccupati riguardo alla scarsa volontà di far pegno di fedeltà alla Corona britannica da parte degli Acadiani di lingua francese e di fede cattolica romana (la maggioranza nella nuova colonia). La colonia rimase in gran parte acadiana nonostante la creazione della capitale provinciale ad Halifax, e l'arrivo a Lunenburg, nel 1753, di un gran numero di nuovi coloni stranieri protestanti (soprattutto tedeschi). Nel 1755, i britannici espulsero forzatamente più di 12 000 Acadiani in quello che divenne noto come il Grand Dérangement, o Grande Espulsione.
Nel 1763 l'Isola del Capo Bretone entrò a far parte della Nuova Scozia. Nel 1769, St. John's Island (ora Isola del Principe Edoardo) divenne colonia separata. La Contea di Sunbury fu creata nel 1765, e comprendeva il territorio dell'odierno Nuovo Brunswick e la parte orientale del Maine. Nel 1784 la porzione occidentale della Nuova Scozia continentale fu separata e divenne la provincia del Nuovo Brunswick, mentre il territorio del Maine passò sotto il controllo del nuovo Stato americano indipendente del Massachusetts. Capo Bretone divenne una colonia nel 1784, ma tornò alla Nuova Scozia nel 1820.
Gran parte degli antenati dell'odierna Nuova Scozia giunsero nel periodo successivo all'espulsione degli Acadiani. Tra il 1759 e il 1768 circa 8 000 coloni arrivarono dalla Nuova Inghilterra. Alcuni anni più tardi, circa 30 000 lealisti, gli American Tories, si stabilirono nelle odierne Province marittime del Canada in seguito alla sconfitta della Gran Bretagna nella Guerra d'indipendenza americana. Di questi 30 000, circa 14 000, si stabilirono nel Nuovo Brunswick e 16 000 nella Nuova Scozia. Circa 3 000 erano schiavi di origine africana, un terzo dei quali ben presto si trasferì nel 1792, in Sierra Leone. Un gran numero di scozzesi emigrò a Capo Bretone, o comunque nelle regioni occidentali della colonia, tra il tardo XVIII e XIX secolo.

### Dalla Confederazione canadese ad oggi
La Nuova Scozia fu la prima colonia britannica del Nord America e dell'Impero britannico ad ottenere l'auto-governo nel gennaio-febbraio 1848 attraverso gli sforzi di Joseph Howe. La colonia e il suo premier Charles Tupper contribuirono alla creazione della Confederazione canadese nel 1867, insieme al Nuovo Brunswick e alla Provincia del Canada.
Nel 1917 Halifax, la capitale della provincia, fu vittima di un evento tragico che è rimasto indelebile nella memoria dei suoi cittadini e di buona parte del Nord America. Nelle prime ore del mattino del 6 dicembre 1917, la nave militare francese Mont Blanc che trasportava decine di tonnellate di munizioni verso l'Europa in guerra, entrò in collisione con il cargo militare belga Imo. L'equipaggio abbandonò la nave alla deriva nella Baia cittadina e nel frattempo la nave s'incendiò richiamando l'attenzione di migliaia di persone verso i moli cittadini. Intorno alle ore 09.00, la nave esplose scatenando una potenza distruttiva tale che tutta la parte nord della città venne letteralmente spazzata via dall'onda d'urto. L'esplosione uccise quasi 3 000 persone, ne ferì 9 000 e lasciò 30 000 persone senza una casa. Oltre il danno la beffa, il giorno dopo la città distrutta fu investita da una forte nevicata. Arrivarono aiuti da tutto il mondo e in pochi mesi la città fu ricostruita. A tutt'oggi, l'Esplosione di Halifax detiene il negativo primato di "Più potente esplosione mai avvenuta prima della Bomba Atomica". L'ancora della nave Mont Blanc venne ritrovata a circa 10 km dal luogo dell'esplosione e il boato fu avvertito fino a 180 km di distanza.
Per riferirsi a un abitante della Nuova Scozia in inglese si usa il termine Nova Scotian, e in francese si usa il termine Néo-Écossais.

## Economia
La Nuova Scozia, nota fino a ieri come la "provincia dimenticata" è una regione in rapida crescita economica. Da un'economia basata sulla pesca e la foresta si sta evolvendo in una dei servizi: il turismo, Information technology e industria aerospaziale. Inoltre le riserve di petrolio e gas individuate nell'Atlantico ne fanno una regione strategica per l'energia. La capitale della provincia Halifax è una grande città moderna con un cuore storico. È caratterizzata da un grande porto, diverse università, filiali di numerose aziende importanti e un'intensa vita culturale.

## Cultura
La Nuova Scozia ospita le città più antiche del Nord America e in ogni luogo viene celebrata una festa tradizionale. Famose sono le feste dei clan scozzesi, e i banchetti degli acadiani (francesi di origine).
La presenza dei clan scozzesi è talmente radicata che in alcune zone si parla il gaelico scozzese, nella sua variante dialettale canadese. La cultura scozzese in Nuova Scozia (Alba Nuadh, nome gaelico) è particolarmente sentita, tanto che numerose feste di origine celtica sono tra le festività più sentite della regione.

## Flora e fauna
La Nuova Scozia possiede vaste aree rimaste allo stato naturale, nei boschi sono ospitati alci e aquile. Nelle acque salmoni, lucci e persici oltre alle trote sono un'attrattiva per i pescatori. Qui la tipica vegetazione che in Italia si trova in montagna si sviluppa lungo le coste. Nei mari circostanti sono numerosi i cetacei come balene e delfini per cui è molto praticata l'attività del whale watching da turisti ed appassionati. Inoltre non è raro incontrare foche.

## Infrastrutture e trasporti
La Nuova Scozia è fra le parti del continente americano più vicina all'Europa e si raggiunge in sole 5 -6 ore di volo dall'Europa e 1 ora e mezza da New York. Voli diretti sono disponibili da New York, Boston, Toronto, Montréal, Amburgo, Francoforte, Monaco, Amsterdam e Londra per l'Aeroporto Internazionale di Halifax Stanfield, la capitale della provincia. Yarmouth nel Sud ha un aeroporto regionale nonché un porto con un collegamento veloce che in 3 ore porta a Portland negli Stati Uniti.